# Obwodnica Grodziska Mazowieckiego
Obwodnica Grodziska Mazowieckiego – jednojezdniowy siedmiokilometrowy odcinek drogi wojewódzkiej nr 579, stanowiący zachodnią obwodnicę miasta Grodzisk Mazowiecki. Wykonawcą inwestycji jest spółka STRABAG a łączny jej koszt wyniósł 145,6 mln PLN brutto. Obwodnica zaczyna się w pobliżu węzła Grodzisk Mazowiecki na autostradzie A2 a kończy we wsi Kałęczyn. Droga została zbudowana w latach 2020-2022, otwarcie całego odcinka nastąpiło 4 lutego 2023 roku.

## Opis
Trasa została zaprojektowana jako jednojezdniowa z dwoma pasami ruchu, o nawierzchni bitumicznej z obustronnym poboczem. Na całej długości obwodnicy znajduje się pięć skrzyżowań (w tym dwa typu rondo), ponadto inwestycja obejmowała budowę wiaduktu drogowego nad linią kolejową nr 1, budowę dróg serwisowych i ścieżek rowerowych. Na łącznej długości 1,6 km zamontowano ekrany akustyczne.
Przebudowie został również poddany odcinek drogi wojewódzkiej nr 579 na odcinku od ulicy Grottgera w Grodzisku Mazowieckim, do Radziejowic.

## Historia
Budowę obwodnicy planowano już na przełomie lat 2012/2013. 27 sierpnia 2020 spółka STRABAG podpisała umowę z Mazowieckim Zarządem Dróg Wojewódzkich w Warszawie na budowę zachodniej obwodnicy Grodziska Mazowieckiego. Prace budowlane ruszyły we wrześniu 2020 roku.
W październiku 2022 do użytku oddano niewielki fragment nowej obwodnicy (od starego przebiegu drogi wojewódzkiej nr 579, do ronda przy ulicy Logistycznej w Natolinie), spowodowane to było zmianami w organizacji ruchu drogowego w okolicach węzła na autostradzie A2. Prace budowlane zostały zakończone 27 listopada 2022.
Odcinek miał zostać oficjalnie otwarty w czwartym kwartale 2022 roku, lecz uroczystość przełożono na 31 grudnia. Otwarcie miało być połączone z imprezą sylwestrową. Finalnie obwodnica została otwarta 4 lutego 2023 roku.